# Jean Bouin
Alexandre François Étienne Jean Bouin (ur. 21 grudnia 1888 w Marsylii, zm. 29 września 1914 w Xivray-et-Marvoisin) – francuski lekkoatleta długodystansowiec, wicemistrz olimpijski z 1912 i rekordzista świata.
Wystąpił na igrzyskach olimpijskich w 1908 w Londynie, gdzie zajął 2. miejsce w przedbiegu na 1500 metrów i nie zakwalifikował się do finału (weszli do niego tylko zwycięzcy eliminacji). Wziął również udział w biegu drużynowym na 3 mile. Zespół francuski zakwalifikował się do finału, w którym zdobył brązowy medal. Bouin nie wziął jednak udziału w biegu finałowym, ponieważ poprzedniego wieczoru uczestniczył w bójce w barze w Soho i spędził noc na posterunku policji.
11 czerwca 1911 w Colombes Bouin ustanowił nieoficjalny rekord świata w biegu na 3000 metrów czasem 8:49,6, który został poprawiony trzy miesiące później przez Fina Hannesa Kolehmainena. 16 listopada 1911 w Colombes Bouin poprawił rekord świata w biegu na 10 000 metrów wynikiem 30:58,8, który przetrwał aż do 1921.

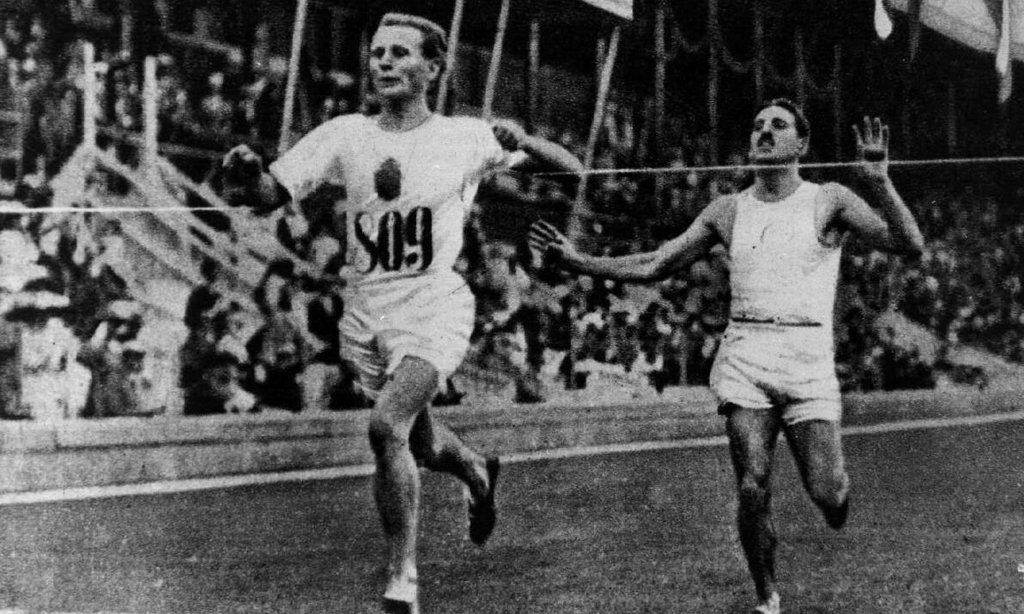
Kolehmainen (z lewej) i Bouin na mecie biegu na 5000 m na igrzyskach w Sztokholmie

Na igrzyskach olimpijskich w 1912 w Sztokholmie zdobył srebrny medal w biegu na 5000 metrów, przegrywając po zażartej walce z Kolehmainenem o 0,1 sekundy. Kolehmainen ustanowił wówczas rekord świata z czasem 14:36,6. Bouin startował na tych igrzyskach także w biegu przełajowym, ale go nie ukończył.
6 lipca 1913 w Sztokholmie Bouin ustanowił rekord świata w biegu godzinnym przebiegając dystans 19 021 metrów. Rekord ten został poprawiony dopiero w 1928 przez Paavo Nurmiego.
Jean Bouin służył w czasie I wojny światowej w 163 pułku piechoty. Zginął w walkach 29 września 1914. Jego imieniem nazwany jest Stade Jean-Bouin, stadion w Paryżu używany głównie do meczów rugby.